# Pumari Chhish
El Pumari Chhish, també anomenat Pumarikish, Peak 11 o Pumar Kish, és una muntanya de l'Hispar Muztagh, una serralada secundària del gran massís del Karakoram, al Pakistan. Amb els seus 7.492 metres és la 53a muntanya més alta de la Terra.
El 1974 una expedició austríaca va ser la primera en intentar coronar el seu cim del Pumari Chhish, però van fallar en l'intent. El 1979 va ser una expedició japonesa de l'Hokkaido Alpine Association els que van coronar el seu cim per primera vegada a través d'una llarga ruta que començava a la glacera de Khunyang, per dirigir-se cap a l'oest del cim. Abans però, havien de superar una collada per poder accedir a la part superior de la glacera Yazghil; i després ascendir per la cresta nord del Pumari Chhish. Segos l'Himalayan Index, no hi ha hagut cap altra ascensió al cim.
A un quilòmetres del cim principal, en direcció sud-est, hi ha el Pumari Chhish South, de 7.350 metres. Després de dos intents fallits per fer cim el 1999 i 2000 per Julie-Ann Clyma i Roger Payne, el cim va ser coronat el 12 e juny de 2007 per Yannick Graziani i Christian Trommsdorff.